# Береговая (Тверская область)
Береговая — опустевшая деревня в Спировском районе Тверской области.

## География
Находится в центральной части Тверской области на расстоянии приблизительно 35 км на северо-восток по прямой от районного центра поселка Спирово на берегу речки Тифина.

## История
Деревня была отмечена ещё на карте 1825 года. В 1859 году здесь (деревня Вышневолоцкого уезда) было учтено 2 двора. До 2021 года входила в состав Козловского сельского поселения Спировского района до его упразднения.

## Население
Численность населения: 18 человек (1859 год), 1 (карелы 100 %) в 2002 году, 0 в 2010.